# Valérie Filain
Valérie Filain est une journaliste française née le 17 février 1979.

## Carrière
Après une licence en médiation culturelle, elle poursuit ses études par master en journalisme à l’Institut international de communication de Paris
Réunionnaise, elle présente depuis 2004 Le Journal du soir (successivement programmé à 19h30, 19h15, 19h00, 19h30 et à nouveau 19h00) de Télé Réunion devenue par la suite Réunion 1re.
Fin juin 2012, elle est appelée par la rédaction de France 3 pour présenter plusieurs éditions de Soir 3 en tant que joker fin juillet puis en décembre 2012 - janvier 2013. Durant l'été 2013 elle présente le 12/13 en semaine.
En janvier 2017, après avoir passé 13 ans à la tête du Journal du soir (elle a présenté son dernier journal à la mi-décembre 2016), la chaîne Réunion 1re annonce qu'elle quitte son poste pour devenir grand reporter de la chaîne,.
Elle devient par la suite responsable d'édition puis rédactrice-en-chef adjointe des journaux télévisés aux côtés d’Elyas Akhoun.
En mars 2022, à l'occasion de l'élection présidentielle elle interroge au côté de Thierry Belmont plusieurs candidats dans l'émission Outre-mer 2022 diffusé sur l'ensemble du réseau La 1re,.
En septembre 2022, elle devient rédactrice en chef adjointe par intérim du Pôle outre-mer de France Télévisions. Cet intérim prend fin en janvier 2023, où elle est officiellement nommée à ce poste.
En juin et septembre 2023, elle présente sur les chaînes du Réseau La 1re, 60’ Outre-mer, une émission qui décrypte et analyse les actualités des territoires ultramarins.
En novembre 2023, elle participe à l'émission Les super-pouvoirs de l'océan — diffusée en prime-time sur France 2 — qui permet de collecter 1,2 million d'euros au profit de la préservation des océans.
Dès le 6 janvier 2025, elle devient la directrice regionale de la chaîne Réunion La Première.

## Vie privée
Valérie Filain est mère de deux filles Lylou née en 2010 et Mayline née en 2012.
Depuis 2015, elle est en couple avec son collègue d'antenne Jean-Marc Collienne.
Sportive, Valérie Filain est connue dans le monde du trail pour avoir à son actif plusieurs participations au Grand Raid de la Réunion. La journaliste s'est spécialisée sur la Mascareignes, course longue de 67 km et 3 505 m de dénivelé positif.